# SRC (radio)
Pour les articles homonymes, voir SRC.
La SRC, ou Radio-Canada, possède différentes installations pour diffuser des émissions télévisées et radiophoniques. La SRC opère deux chaînes radio : ICI Radio-Canada Première (anciennement la première chaîne) et Espace musique (anciennement la Chaîne culturelle).

## Émissions

### Première chaîne
- Montréal
  - C'est bien meilleur le matin (animée par René Homier-Roy)
  - Dimanche Magazine
  - La Librairie francophone
- Québec
  - Première heure (animée par Claude Bernatchez)
  - Radio-Canada cet après-midi (animée par Catherine Lachaussée)
  - À vous la terre (animée par Anne-Marie Dussault) (Samedi)
  - Ça me dit de prendre le temps (animée par Paul Ouellet) (Samedi)
  - Si on prenait le temps (animée par Paul Ouellet) (Dimanche)

### Espace musique
Depuis la transformation de la Chaîne culturelle en Espace Musique, il n'y a plus d'«émissions» à proprement parler, mais plutôt des «blocs» de musique présentés par un animateur. Il existe des blocs de musique classique (le matin), chanson francophone (l'avant-midi), musiques du monde (après-midi), jazz (soirée), musiques émergentes (la nuit), musiques éclectiques (plusieurs styles confondus), les radio-concert (le soir) et l'opéra (chaque samedi après-midi). Depuis septembre 2006, une émission d'une heure consacrée uniquement à la musique de Bach est diffusée le samedi midi. De quatre à six heures du matin, c'est Galaxie, une chaîne de musique continue, qui prend l'antenne.
Ces blocs de musique sont interrompus par les nouvelles en bref, de très courts bulletins d'information diffusés à chaque heure durant la semaine ainsi que durant les avant-midi de fin de semaine.